# بدرالدین العینی
ابومحمد محمود بن احمد بن موسی بدرالدین العینی (762ق/1360م- 855ق/1453م) از علمای اهل سنت مذهب حنفی و طریقت شاذلیه بود.

## زندگینامه
او در سال 762 هجری قمری (1360 میلادی) در شهر عینتاب (غازیانتپه در ترکیه امروزی) در خانواده ای عالم به دنیا آمد. او به تحصیل تاریخ، ادب و علوم دینی اسلامی پرداخت. شواهدی وجود دارد که او حداقل تا حدودی فارسی هم می دانست. در سال 788 هجری قمری (1386 م) به اورشلیم سفر کرد و در آنجا با شیخ حنفی الصیرامی که رئیس مدرسه و خانقاه ظاهریه در قاهره بود، ملاقات کرد. الصیرامی از العینی دعوت کرد تا او را تا قاهره همراهی کند و در آنجا یکی از صوفیان ظاهریه شد.
از قاهره برای تدریس به دمشق رفت و در آنجا بعنوان محتسب منصوب شد و مدتی قبل از سال 800 هجری قمری (1398 میلادی) به قاهره بازگشت.
العینی و مقریزی چندین بار در طی چند سال آینده جانشین یکدیگر به عنوان محتسب قاهره شدند ولی هیچ کدام برای مدت طولانی این پست را حفظ نکردند.
اعتبار العینی با افزایش سن بیشتر شد. مؤید شیخ در سال 823 هجری قمری (1420 میلادی) او را سفیر قرامانیان منصوب کرد.

## آثار
- عمدة القاري في شرح صحيح البخاري وهو من أجل شروح البخاري، بیست سال برای این اثر زحمت کشید.
- البناية في شرح الهداية وهو في الفقه الحنفي.
- منحة السلوك في شرح تحفة الملوك في الفقه الحنفي.
- رمز الحقائق في شرح كنز الدقائق في الفقه الحنفي أيضاً.
- عقد الجمان في تاريخ أهل الزمان وهو موسوعة ضخمة في التاريخ.
- السيف المهند في سبرة الملك المؤيد.
- الروض الزاهر في سيرة الملك الظاهر ططر.
- فرائد القلائد في مختصر شرح الشواهد. في النحو.
- شرح خطبة كتاب فرائد القلائد. في اللغة.

1. ↑  "Int". www.e-imj.com. Archived from the original on 10 October 2006. Retrieved 15 January 2022.
2. ↑  Abdal-Hakim Murad – Contentions 8
3. ↑  Petry, Carl F. (14 July 2014). The Civilian Elite of Cairo in the Later Middle Ages. Princeton University Press. p. 70. Retrieved 5 January 2023.
4. ↑  Anne F. Broadbridge, "Academic Rivalry and the Patronage System in Fifteenth-Century Egypt", Mamluk Studies Review,Vol. 3 (1999), Note 4.
5. ↑  Ibn Taghrībirdī, al-Nujūm al-Zāhirah fī Mulūk Misr wa-al-Qahirah (Beirut, 1992.)
6. ↑  Broadbridge, pp.89–90, "The Muhtasib Incident".
7. ↑  Al-Maqrīzī, Kitāb al-Sulūk, 4:2:698.